# Hauptplatz (Rapperswil)

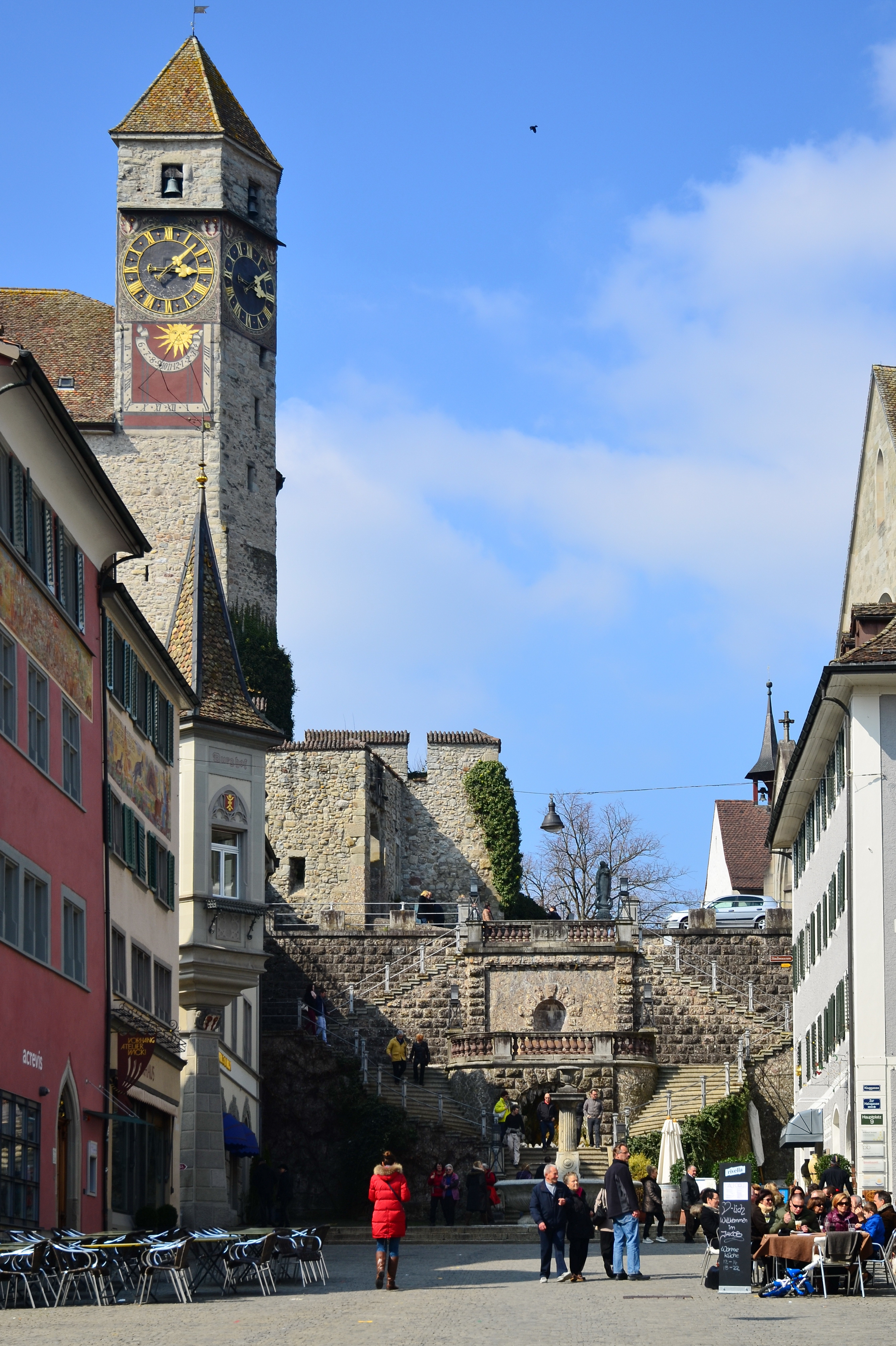
Sicht vom Rathaus, im Hintergrund der Zeitturm des Schlosses

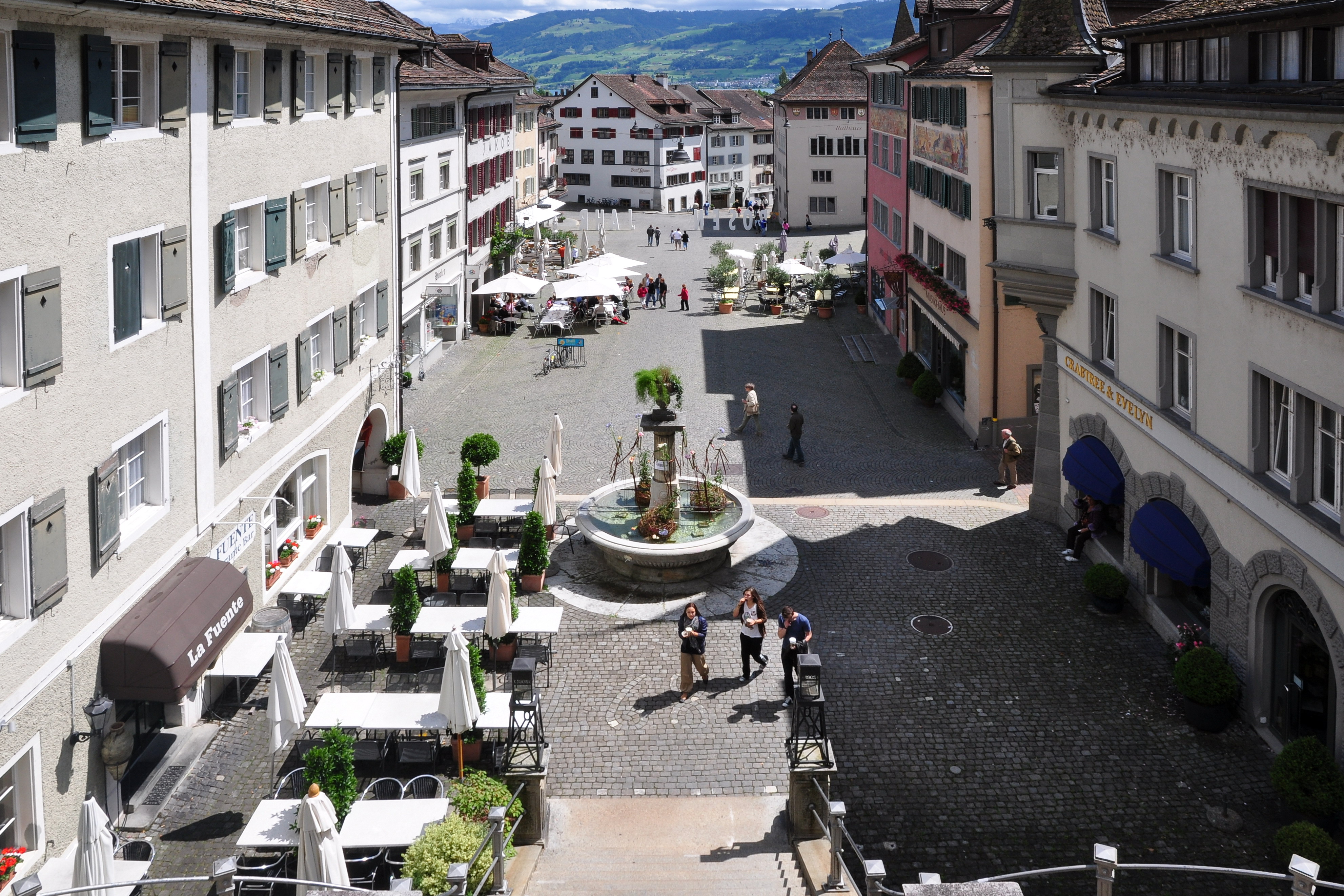
Ansicht von der Schlosstreppe

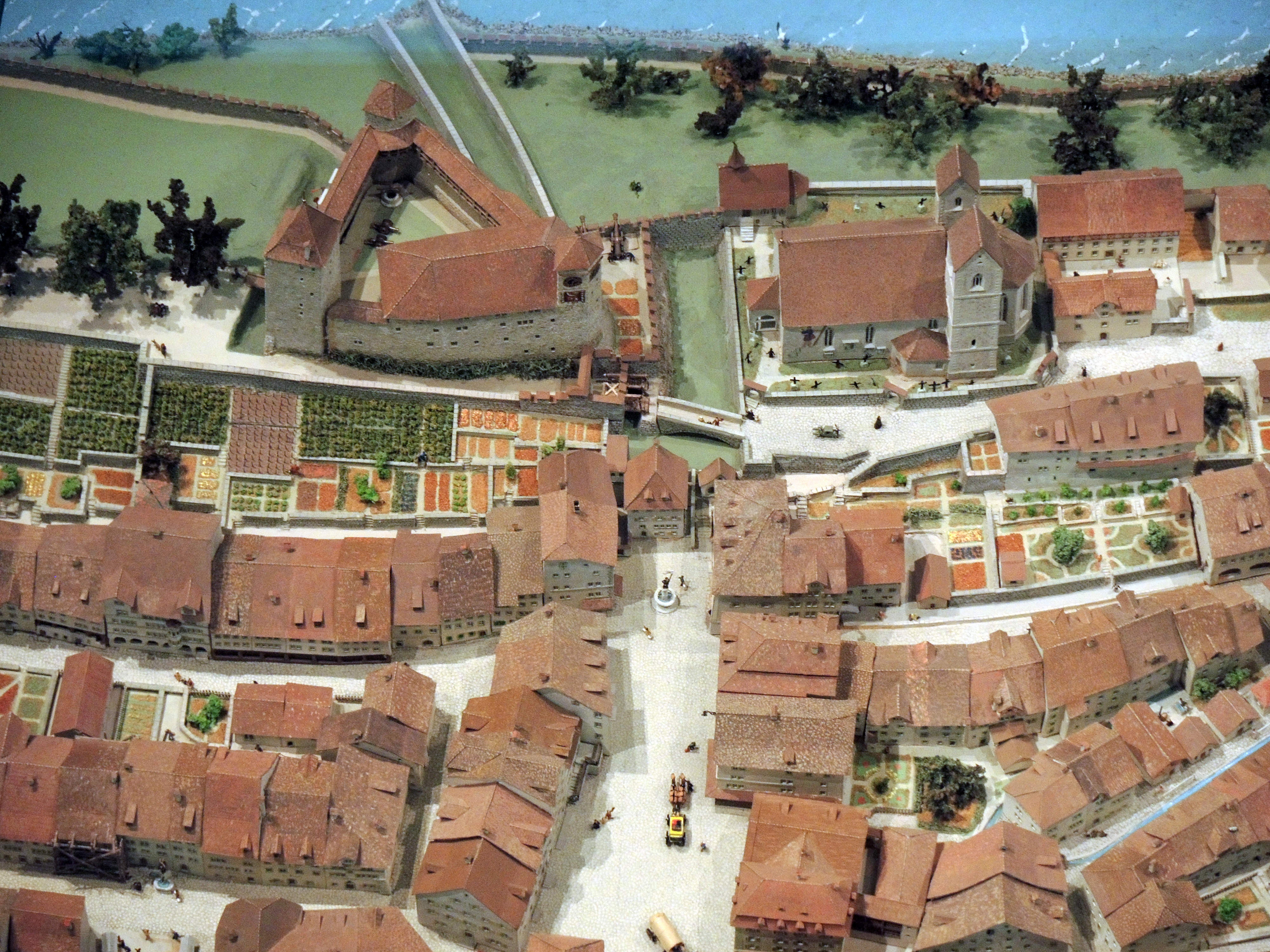
Hauptplatz und Herrenberg auf dem Stadtmodell im Stadtmuseum, um 1765/1800

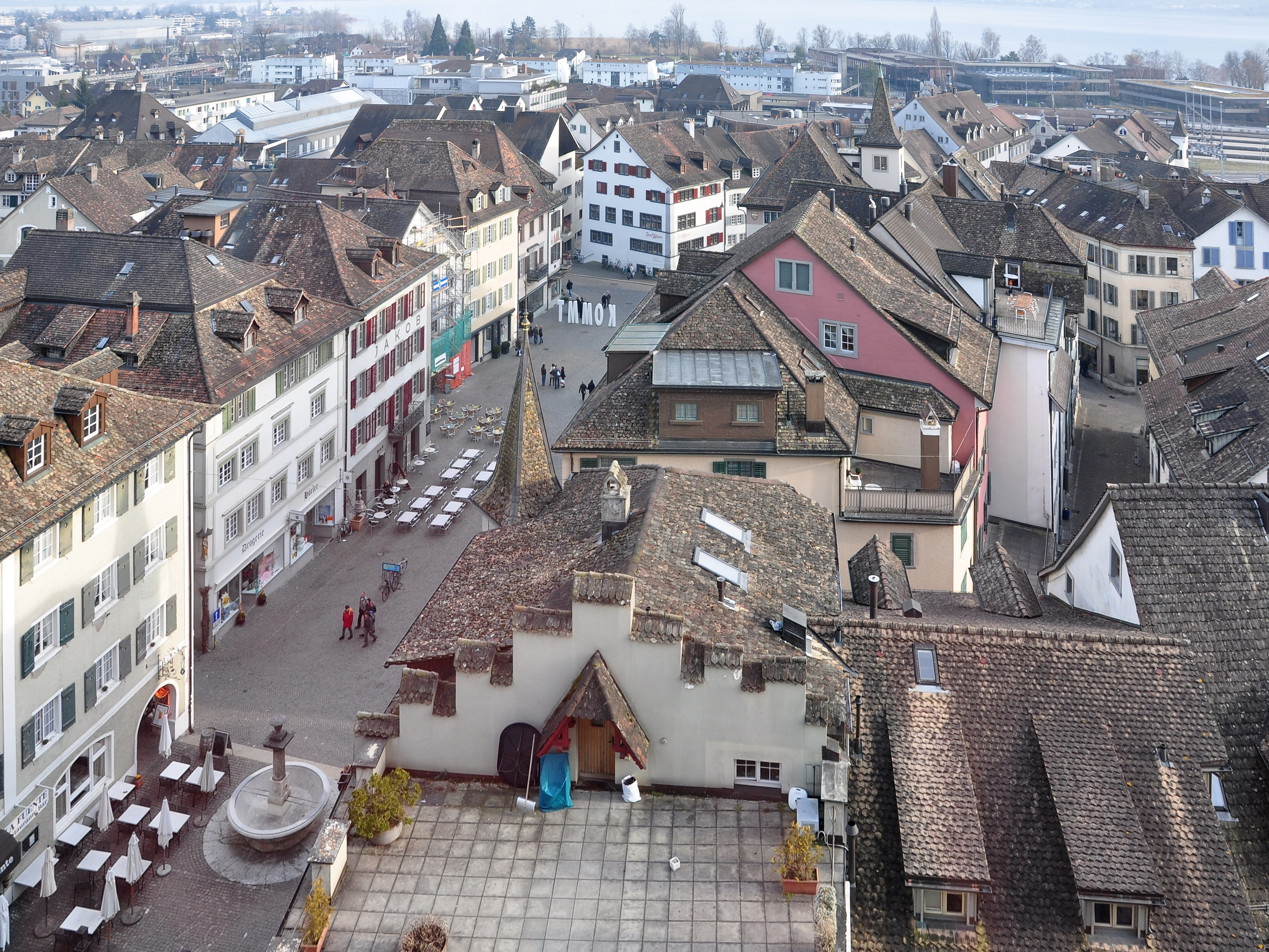
Ansicht vom Palas des Schlosses

Der Hauptplatz ist ein öffentlicher Platz in der Altstadt von Rapperswil einem Ortsteil der Schweizer Gemeinde Rapperswil-Jona im Kanton St. Gallen.

## Lage und Geographie
Der Hauptplatz liegt im Herzen der Altstadt von Rapperswil, nördlich des Fischmarktplatzes, und ist mit diesem durch die Fischmarktstrasse verbunden. Der grösste innerstädtische Platz von Rapperswil-Jona ist rechteckig gestaltet, und von ihm gehen alle innerstädtischen Strassen aus: Hintergasse, Marktgasse und Seestrasse (im Westen), Kluggasse, Eiergasse, Webergasse, und Rathausstrasse (im Osten).

## Geschichte

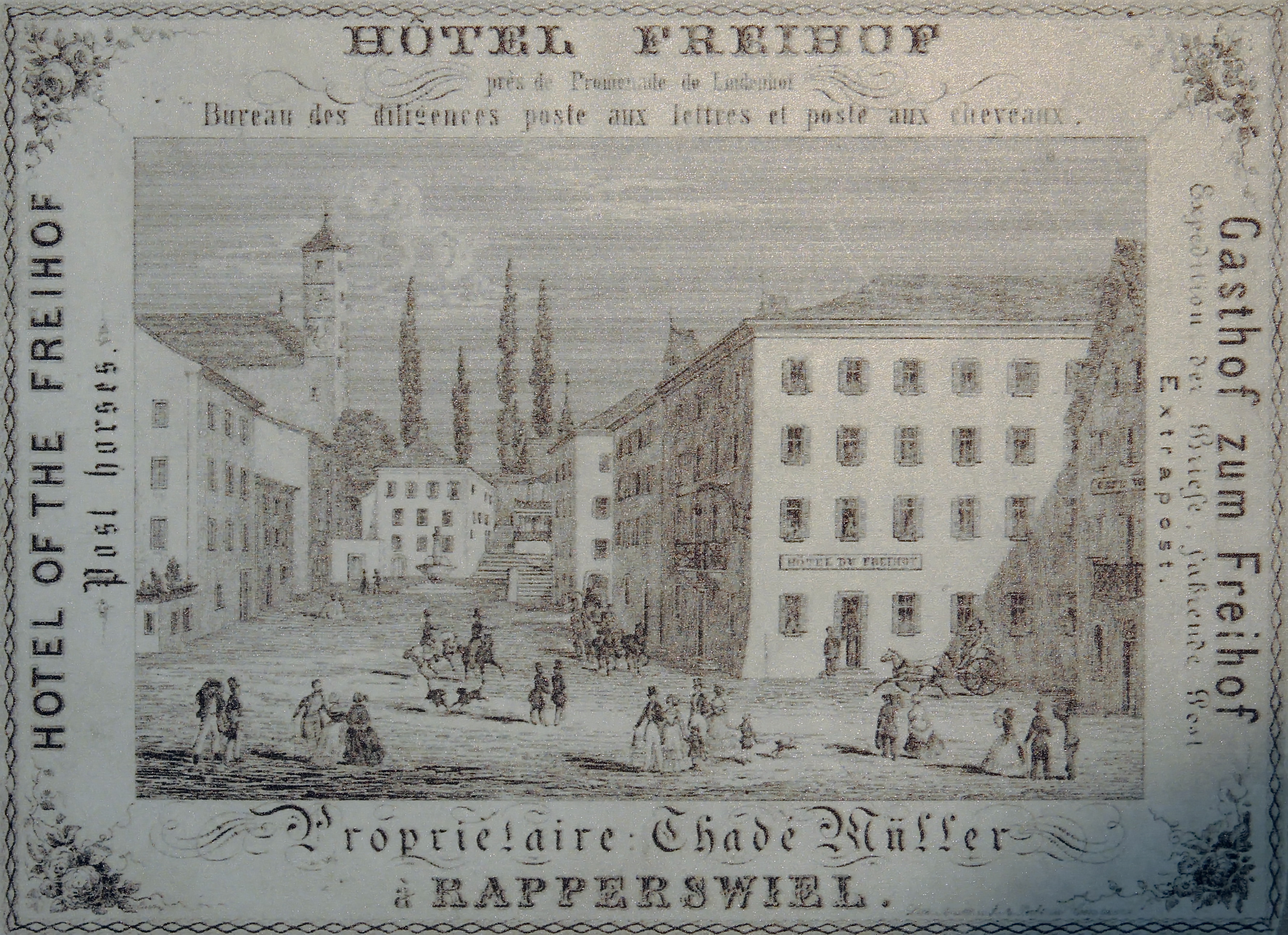
Hotel Freihof und Pferdepost am Hauptplatz in Rapperswil, Reklamekarte vom Hotelier Thadé Müller, um 820

Bis zu Beginn des 14. Jahrhunderts führte die östliche Stadtmauer von Norden nach Süden über die ganze Länge des heutigen, zum Seeufer leicht abfallenden Hauptplatzes zur seeseitigen Befestigung beim Fischmarktplatz. Der Hauptplatz, als grösster öffentlicher Raum innerhalb der ummauerten Stadt, entstand mit der östlichen Stadterweiterung (Webergasse und Kluggasse). Seine Zentrumsfunktion erhielt er, als die Bürger von Rapperswil den ersten Brunnen unweit von Schloss und Stadtpfarrkirche erbauten. Gespeist wurde der Brunnen über hölzerne „Tüchel“ (Teuchel), die das Wasser über vier Kilometer aus der Tägernau bei Jona in die Altstadt leiteten.
Im Spätmittelalter wurde das Wasser des Stadtbachs vom Gaisrain in Jona vom gleichnamigen Fluss mittels eines Wehrs abgeleitet und vom Engelplatz in die Altstadt geleitet, durchfloss die Hals- und Schmiedgasse und mündete beim heutigen Fischmarktplatz in den oberen Zürichsee. Das Rathaus am Hauptplatz wurde erstmals im Jahr 1419 erwähnt. Nach dem Einmarsch der französischen Revolutionstruppen unter General Nouvion wurde am 1. Mai 1798 auf dem Hauptplatz ein Freiheitsbaum aufgerichtet und Frankreich als Befreier begrüsst.
Mit dem Abbruch der Stadtmauer wurde die vom Kanton St. Gallen gebaute Rickenstrasse (Neue Jonastrasse) ab 1829 geradlinig in das Stadtzentrum geführt – der Anschluss an den Hauptplatz gelang nur unter Polizeischutz gegen die aufgebrachten Grundeigentümer.
1836 wurde die Kapelle an der sogenannten Kirchenstiege entfernt und an deren Stelle bis 1894 eine Säulenterrasse mit der sogenannten Schlosstreppe zum Herrenberg erstellt, womit die Frontseite des Platzes zum Herrenberg hin weitgehend ihr heutiges Erscheinungsbild erhielt. Die zweiläufige Freitreppe wurde aus Tessiner Granit und rötlichem Nagelfluh vom Goldauer Bergsturz gestaltet.

## Sehenswürdigkeiten und Veranstaltungen
Die nordöstliche Achse des Fischmarktplatzes prägen seit 1894 der umgestaltete Zugang zum Herrenberg, dominiert vom Schloss, der Stadtpfarrkirche und der Liebfrauenkapelle. Das südöstliche Ende begrenzt das Rathaus, eingerahmt von Bürgerhäusern, Geschäften und Cafés in Gebäuden aus der frühneuzeitlichen Bauphase Rapperswils, darunter die Häuser der Familien Gaudy, Göldlin, Rotenflue, Rickenmann und Fornaro.

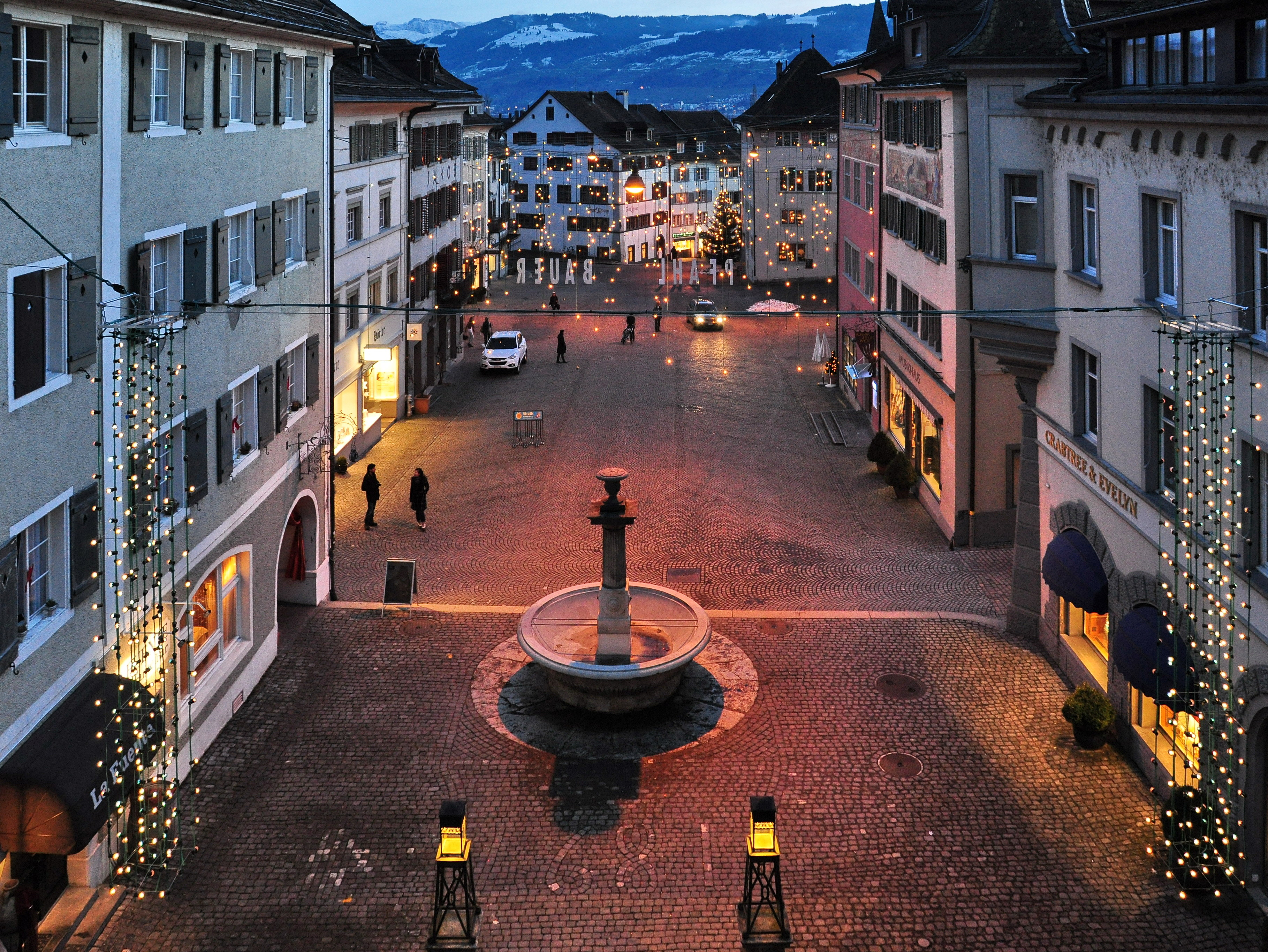
Sicht von der Schlosstreppe
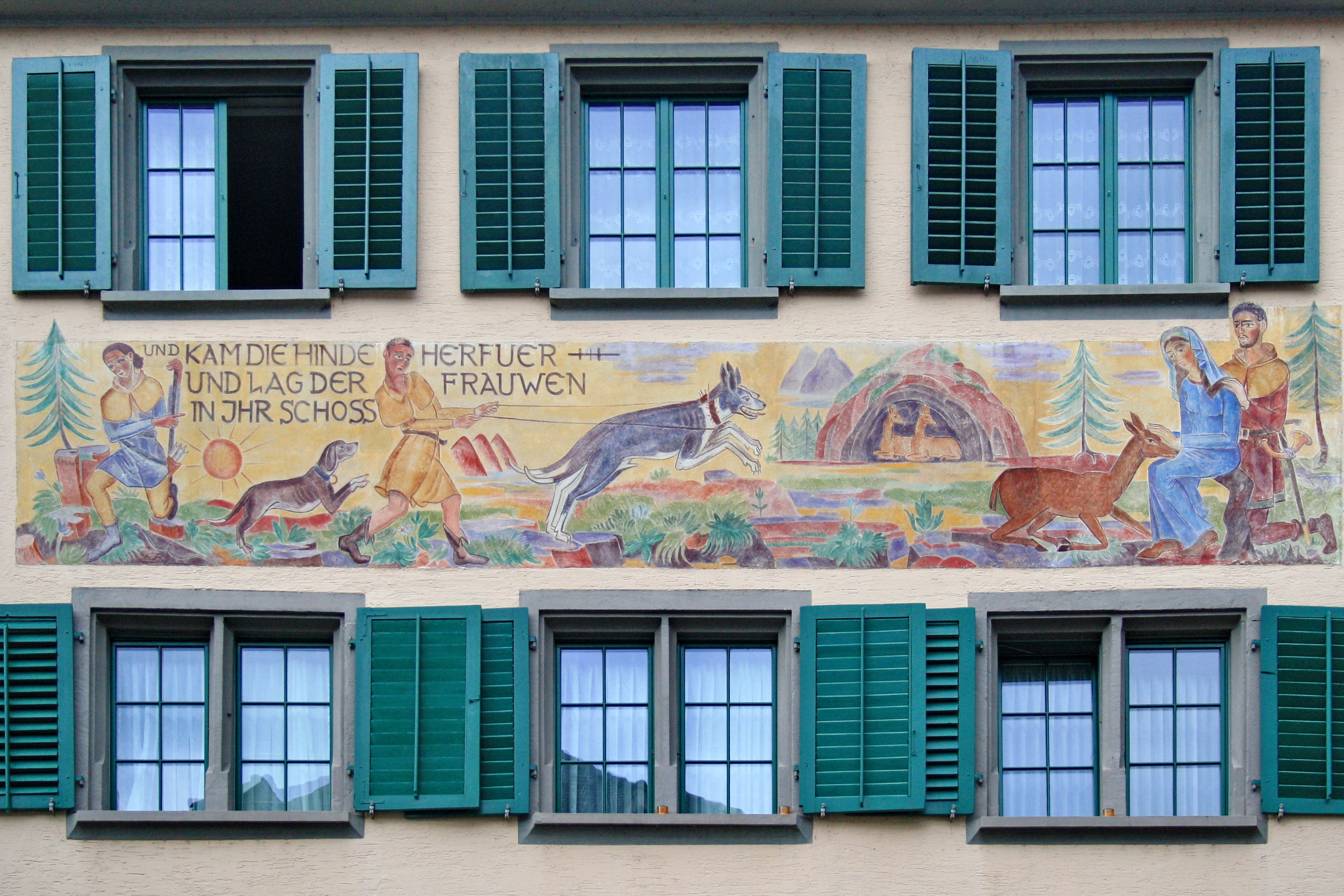
Gründungslegende der Stadt Rapperswil beim Burghof
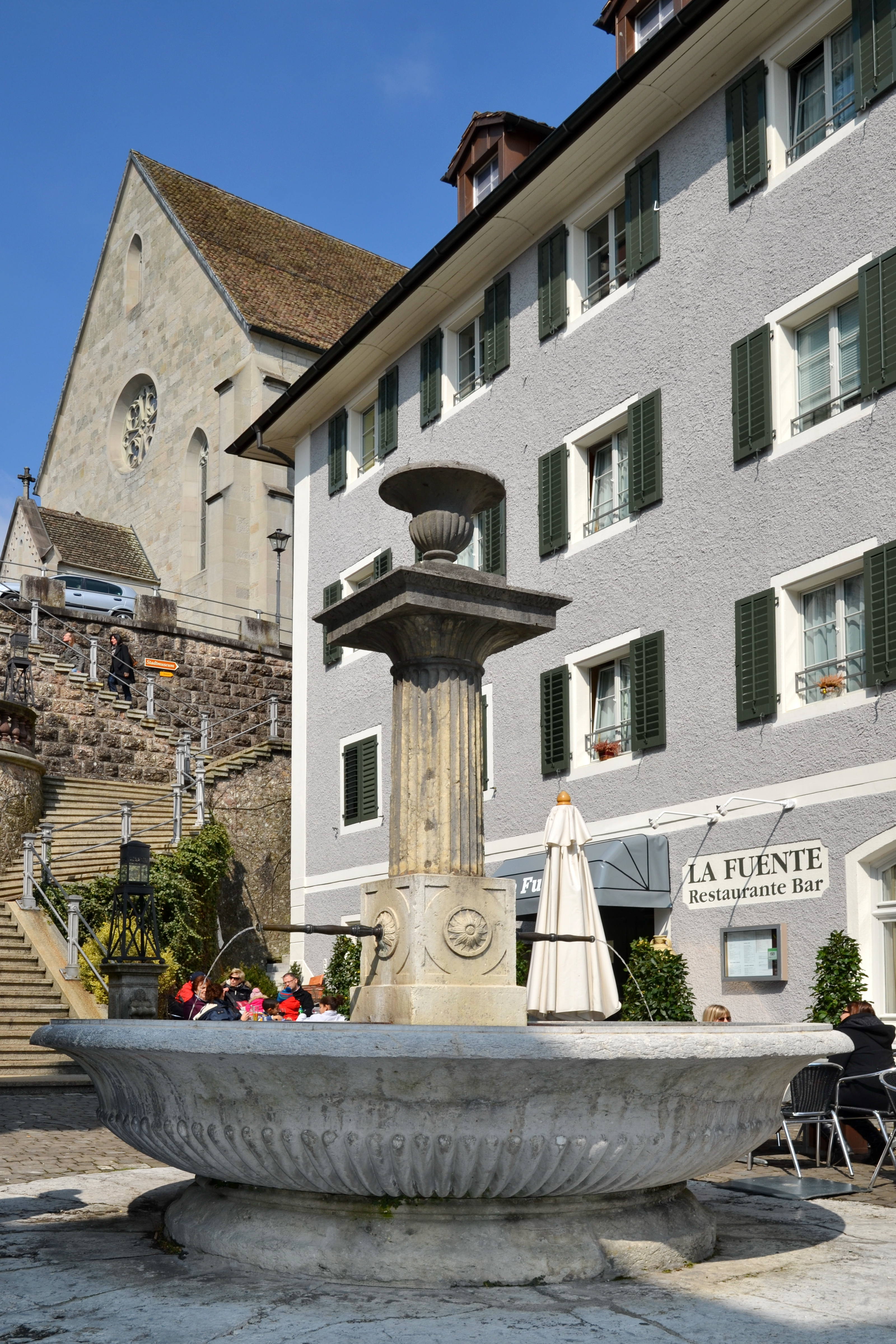
Brunnen am Hauptplatz, im Hintergrund der Glockenturm der Stadtpfarrkirche
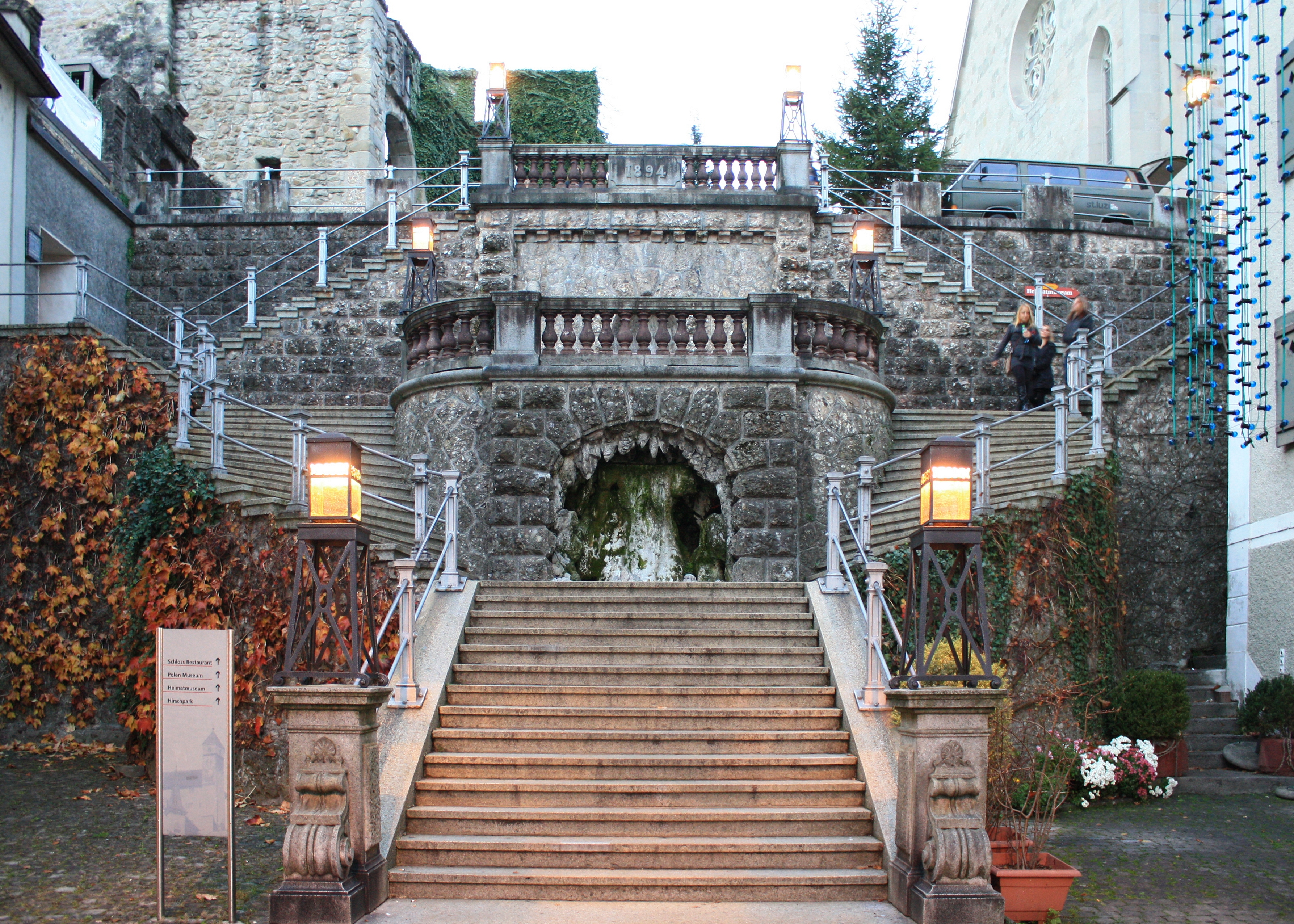
Schlosstreppe von 1893/94

Ein Grossteil der zahlreichen Kulturveranstaltungen in Rapperswil findet auf dem Hauptplatz und dem angrenzenden Fischmarktplatz statt, darunter der Weihnachtsmarkt und das Eis-zwei-Geissebei.
Siehe auch Sehenswürdigkeiten in der Altstadt

## Brunnen am Hauptplatz

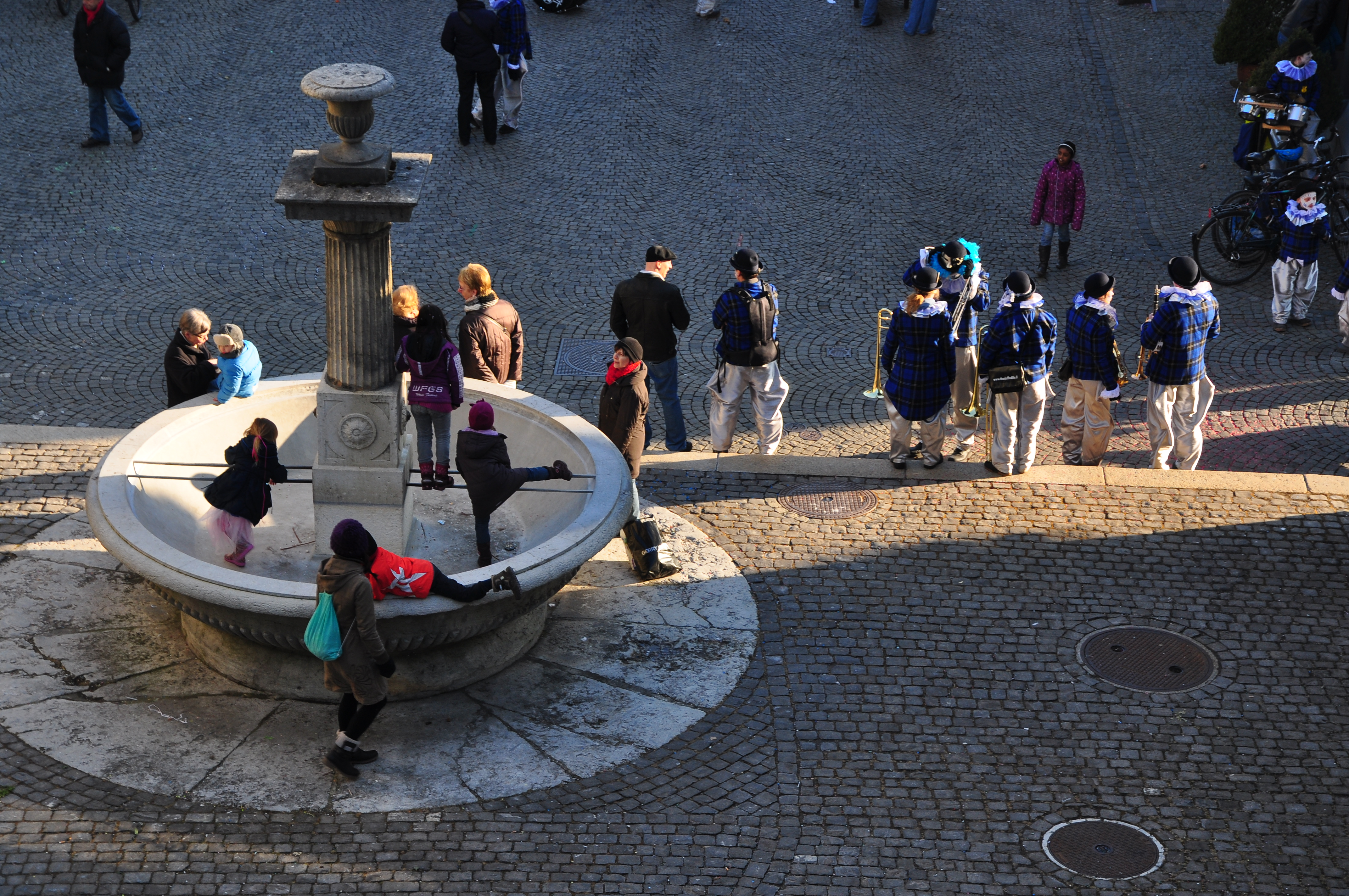
Ansicht von der Schlosstreppe

„Den nüwen steinigen Brunnnen oben an der brot Louben“ liess der Rapperswiler Rat Ende des 16. Jahrhunderts errichten. Ein Edelmann aus dem Elsass finanzierte dem Kapuzinerkloster nach 1606 eine Wasserleitung aus Föhrenholz zum Bezug seines Wassers aus dem „Platzbrunnen“. Eine zeitgenössische Abbildung zeigt einen Renaissancebrunnen mit einem sechseckigen Becken und einer balusterförmigen Brunnensäule. Die Steinplastik eines Fähnrichs („Platzbrunnenmann“) wurde 1727 umgestaltet. 1734 erneuerten die Steinmetzen Bernhard Helbling und Sohn die Brunnensäule und erhielten für ihre Arbeit das Bürgerrecht. 1835/36 wurde der bestehenden Brunnen durch die spätklassizistische, heute noch bestehende Anlage ersetzt. Das Werbeblatt des Restaurants „Freihof“ aus dem Jahr 1841 zeigt den Brunnen in dieser Form. Der runde und gerippte Kelchtrog mit Lippenrand setzt sich aus zwei kalksteinernen Schalenhälften aus Solothurner Jurakalk zusammen. Die kannelierte Brunnensäule mit Lotuskapitell steht über einem rosettenverzierten Postament, hat einen Brunnenstock mit zwei Ausgüssen und trägt über der Deckplatte eine bekrönende Vase, welche die Kelchform des Beckens wieder aufnimmt. Bis 1897 führten im Kreis angeordnete Stufen zum Brunnen, die nach der Neugestaltung des Kirchenaufstiegs entfernt wurden.

## Verkehr
Der Platz gehört zur Fussgängerzone der Innenstadt und liegt in der Nähe des Bahnhofs mit Zugang zur S-Bahn Zürich und dem Busnetz der Verkehrsbetriebe Zürichsee und Oberland sowie den Kursschiffen der Zürichsee-Schiffahrtsgesellschaft auf dem Zürichsee und der Hensa auf dem Obersee. Die Verlängerung der Neuen Jonastrasse, die Rathausstrasse, ist eingeschränkt befahrbar. Das beim benachbarten Fischmarktplatz gelegene unterirdische Parkhaus ist vom Gebäude des Verkehrsvereins aus zugänglich.